# Ferrari 499P
Ferrari 499P är en sportvagn som den italienska biltillverkaren Ferrari presenterade i oktober 2022.

## 499P
Femtio år efter Ferraris senaste deltagande med en sportvagnsprototyp i FIA:s sportvagns-VM presenterade man en ny bil för deltagande i FIA World Endurance Championship. Bilen är byggd enligt reglementet för Le Mans Hypercar. Den mittmonterade förbränningsmotorn. delas med 296 GT3-modellen som tävlar i GT-klassen. Bilen har även en elmotor som driver framhjulen och som laddas via ett KERS-system.
Bilen ska göra sin tävlingsdebut vid Sebring 1000 miles 2023.

## Tekniska data
| Tekniska data               | 499P                                                                  |
| --------------------------- | --------------------------------------------------------------------- |
| Motor:                      | 6-cylindrig 120° V-motor med biturbo                                  |
| Cylindervolym:              | 2992 cm³                                                              |
| Borrning x slaglängd:       | 88 x 82 mm                                                            |
| Max effekt vid varvtal:     | 680 hk                                                                |
| Max vridmoment vid varvtal: |                                                                       |
| Ventilstyrning:             | Dubbla överliggande kamaxlar per cylinderrad, 4 ventiler per cylinder |
| Hybridsystem:               | Ferrari ERS, 200 kW                                                   |
| Växellåda:                  | 7-växlad sekventiell                                                  |
| Hjulupphängning fram & bak: | Dubbla tvärlänkar, skruvfjädrar                                       |
| Bromsar:                    | Keramiska skivbromsar                                                 |
| Chassi & kaross:            | Monocoque av kolfiber                                                 |
| L x B x H:                  |                                                                       |
| Torrvikt:                   |                                                                       |